# 凌月明
凌月明（1962年10月—），男，汉族，江苏吴县人。

## 生平
1983年8月参加工作，1988年8月加入中国共产党。南京化工学院化学工程系无机化工专业毕业，福建师范大学经法学院政治经济学专业在职硕士研究生，长江商学院高级管理人员工商管理硕士专业在职工商管理硕士学位学历。
1979年9月，在南京化工学院化学工程系无机化工专业学习，获工学学士学位。1983年8月，任中华人民共和国化学工业部科技局干部。1992年1月，任化工部办公厅干部。1992年6月，任化工部办公厅副处级秘书（服务时任副部长贺国强）。1994年12月，任化工部办公厅正处级秘书。
1996年6月，任福建省人民政府办公厅正处级秘书（服务时任省长贺国强）。1998年4月，任福建省人民政府办公厅副主任。
1999年12月，任中共重庆市委副秘书长（1999年9月－2002年8月，在福建师范大学经法学院政治经济学专业研究生学习，获经济学硕士学位）。2002年12月，任中共重庆市长寿区委书记（至2008年4月）（其间：2004年3月—2005年1月，在中共中央党校一年制中青班学习）。2008年1月，任重庆市人民政府副市长、党组成员（2006年5月—2008年9月，在长江商学院高级管理人员工商管理硕士专业学习，获高级管理人员工商管理硕士学位）。2013年4月，兼任中共两江新区党工委书记、管委会主任（至2016年12月）。2013年7月，任中共重庆市委常委，两江新区党工委书记、管委会主任。2013年12月，又兼任中共重庆市北部新区党工委书记（至2016年2月）。
2016年12月，任国土资源部党组成员、副部长。2018年4月任改组后的自然资源部党组成员、副部长。2022年10月，不再担任自然资源部副部长职务。